# Claude Villeroy de Galhau
Claude Marie Alain Emmanuel Villeroy de Galhau (* 18. Dezember 1931 in Paris; † 13. Juni 2017 in Wallerfangen) war ein französischer Bankmanager.

## Leben

### Herkunft und Familie
Claude Marie Alain Emmanuel Villeroy de Galhau entstammte der lothringisch-saarländischen Fabrikantenfamilie Villeroy, Miteigner von Villeroy & Boch und seit 1791 im Saarland ansässig. Er war der Sohn des Ehrenkonuls und Präsident der „Villeroy & Boch S. A.“, Henri Marie Gabriel Villeroy de Galhau (1904–1981), und dessen Ehefrau Jehanne Bazin de Jessey (1909–2010). Sein Großvater Emmanuel Jean Pierre Paul Villeroy (1878–1932) erhielt 1907 per Dekret des Präsidenten der Republik Frankreich die Erlaubnis zur Führung des Namens Villeroy de Galhau.
Am 30. April 1958 heiratete Claude die Saarländerin Odile Beatrice Michelle de la Lande de Calan, mit der er eine Tochter und vier Söhne, darunter François (* 1959), Gouverneur der Banque de France, hatte.

### Wirken
Claude absolvierte ein Studium der Wirtschaftswissenschaften an der Wirtschaftshochschule Paris und schloss mit einem Diplom ab. In den Jahren von 1962 bis 1965 war er Direktor der Banque de l’Est in Metz und anschließend bis 1971 Generalsekretär der Nordbanken Optima Sicav SICAV in Luxemburg. Von 1972 bis 1989 war er in leitenden Funktionen bei der Banque de l'Union Européenne, zuletzt als stellvertretender Direktor, tätig.
In den Jahren von 1981 bis 2003 war er Aufsichtsratsmitglied der Villeroy & Boch AG und von 1986 an Vizepräsident der Villeroy & Boch SA in Paris.

### Öffentliche Ämter
- Präsident der französischen Gesellschaft für die Entwicklung von Keramikprodukten (SDPC)
- 1983–2015 Kuratoriumsvorsitzender der Sophienstiftung Wallerfangen
- Präsident des Japan Pacific Fund
- 1996 Außenhandelsberater (Conseiller du commerce extérieur) Frankreichs
- Präsident und Ehrenpräsident der Vereinigung der Franzosen im Saarland
- Präsident der französischen Gesellschaft für die Entwicklung von Keramikprodukten (SDPC)
- Saarlandbotschafter

## Ehrungen und Auszeichnungen
- Chevalier de la Légion d'honneur
- 2010 Korrespondierendes Mitglied der Nationalakademie Metz
- 2013 Europamedaille des Vereins Europadenkmal Berus

## Publikationen
- Finanz- und Börsenchroniken zu Japan, in Investir und Le Figaro (seit 1975)